# Benua Raja (Rantau)
Benua Raja is een bestuurslaag in het regentschap Aceh Tamiang van de provincie Atjeh, Indonesië. Benua Raja telt 2198 inwoners (volkstelling 2010).